# Happy Birthday (NEWS의 노래)
〈Happy Birthday〉는 NEWS의 10번째 싱글이다.

## 개요
- 전작으로부터 5개월 만이 되는 싱글이다. 또, 연내에 싱글을 3작 발매하는 것은, 처음이다. (태양의 눈물, SUMMER TIME, Happy Birthday)
- 자켓은, 초회 한정반과 통상반으로 다르다.
- 전작에 이어, CM 송(코세 《HAPPY BATH DAY》)이 되고 있어 작사·작곡은, SEAMO가 악곡 제공했다.
- NEWS로서는, GReeeeN으로부터 제공된 〈weeeek〉에 이어, 2번째로 악곡 제공된 곡이다.
- PV에서 테고시가, DAIGO의 〈ウィッシュ(윗슈)〉를 하고 있는 장면이 있다.
- 이 곡의 PV의 마지막에도, 야마시타가 〈[山][P]〉라고 쓰여진 종이컵을 사용하고 있다. 근작은 5번째의 등장이며 〈별을 향해서〉, 〈weeeek〉, 〈태양의 눈물〉, 〈SUMMER TIME〉, 〈Happy Birthday〉에 계속 된다.
- 본작으로, 데뷔로부터 싱글주간 차트 10작 연속 1위가 되었다. 이것으로, 21세기에 들어가 최다인 ORANGE RANGE의 기록(9작 연속)을 깬 것이 된다.

## 수록곡

### 초회 생산 한정반
1. Happy Birthday
작사: SEAMO / 작곡: SEAMO, Shintaro“Growth”Izutsu / 편곡: Shintaro“Growth”Izutsu / Brass&Strings 편곡: Naoki Otsubo
  - 코세 《HAPPY BATH DAY》 CM송
2. ガンガンガンバッテ / 힘힘힘내
작사: zopp / 작곡: Tomoya Kinoshita / 편곡: 스즈키 마사야
3. GAME of LOVE
작사: 시모지 유 / 작곡: Shusui, Henrik Andersson-Tervald / 편곡: Shusui, Henrik Andersson-Tervald
4. Happy Birthday（オリジナル・カラオケ）

사양·봉입 특전
- 3면 6페이지 자켓

### 통상반
1. Happy Birthday
2. ガンガンガンバッテ / 힘힘힘내
3. Push On!
작사: Aya Harukazu / 작곡: Kana / 편곡: Wataru Maeguchi / Rap 작사: JACRREN

사양·봉입 특전
- 2면 4페이지 자켓